# Українська католицька церква Св. Івана Хрестителя
Українська католицька церква Св. Івана Хрестителя — українська католицька парафія в мікрорайоні Південний Саут-Флатс, Піттсбург, штат Пенсильванія, під владою єпархії Святого Йосафата в Пармі, штат Огайо.
Парафію було створено в 1891 році. Її церковна споруда, розташована на вулиці Південний Карсон 109 у Піттсбурзі, штат Пенсильванія, була побудована в 1895 році та внесена до Національного реєстру історичних місць у 1974 році.